# Paul McHale
Paul McHale est un footballeur écossais né le 30 septembre 1981 à Stirling.

## Carrière
- 1998-2004 : Glasgow Rangers  Écosse
- 2003-2004 : St Mirren (prêt)  Écosse
- 2004-2005 : Cowdenbeath  Écosse
- 2005-2007 : Clyde  Écosse
- 2007-2010 : Dundee FC  Écosse
- 2010-2011 : Stirling Albion  Écosse
- 2011- : Stenhousemuir FC  Écosse